# Aplidium vulcanium
Aplidium vulcanium är en sjöpungsart som beskrevs av Monniot 200. Aplidium vulcanium ingår i släktet Aplidium och familjen klumpsjöpungar. Inga underarter finns listade i Catalogue of Life.